# Hylarana galamensis
Hylarana galamensis är en groddjursart som först beskrevs av Duméril och Gabriel Bibron 1841.  Hylarana galamensis ingår i släktet Hylarana och familjen egentliga grodor. IUCN kategoriserar arten globalt som livskraftig. Inga underarter finns listade i Catalogue of Life.